# José Trinidad Zapata Ortiz
José Trinidad Zapata Ortiz (ur. 24 maja 1959 w Zacatecas) – meksykański duchowny rzymskokatolicki, od 2014 biskup Papantla.

## Życiorys
Święcenia kapłańskie otrzymał 9 maja 1990 i został inkardynowany do diecezji San Andrés Tuxtla. Pracował duszpastersko w Catemaco, był także rektorem diecezjalnego seminarium.
12 czerwca 2004 został prekonizowany biskupem San Andrés Tuxtla. Sakry biskupiej udzielił mu 31 lipca tegoż roku jego poprzednik, bp Guillermo Ranzahuer González.
20 marca 2014 papież Franciszek mianował go biskupem Papantla.